# Teresa Cunegunda Sobieska
Teresa Cunegunda (em polonês/polaco:  Teresa Kunegunda Sobieska, em alemão:  Therese Kunigunde Sobieska) (4 de março de 1676 - 10 de março de 1730) foi uma princesa polonesa, por nascimento, e Princesa-Eleitora (Kurfürstin) da Baviera, por casamento. Foi também regente do Palatinado de 1704 a 1705.

## Biografia
Filha do rei polonês João III Sobieski e Maria Casimira Luísa de La Grange d'Arquien, casou com Maximiliano II Emanuel, Eleitor da Baviera, em 2 de janeiro de 1695.
Foi mãe de dez crianças com seu marido, incluindo o imperador do Sacro Império Germânico Carlos VII e Clemente Augusto da Baviera, arcebispo-eleitor de Colónia, embora apenas metade deles sobreviveram até a idade adulta.
Em 1704-1705, na sequência da evacuação do corte bávara para os Países Baixos espanhóis após a derrota na Batalha de Blenheim, ela aparentemente estava no comando do governo no Eleitorado do Palatinado como princesa regente de Palatine. No entanto, ao ausentar-se para visitar sua mãe, o exército impediu o seu regresso. Teresa passou então dez anos no exílio, regressando apenas em 1715.
Está sepultada na Igreja Theatiner, em Munique.

## Casamento e descendência
Do seu casamento com Maxiliano II Emanuel, realizado em 2 de janeiro de 1695, nasceram:
- nado morto (1695)
- Maria Ana Carolina (Maria Anna Karoline) (1696–1750), freira
- Carlos Alberto (Karl Albrecht) (1697–1745), eleitor da Baviera, Rei da Boêmia e Sacro Imperador Romano-Germânico, casou em 1722 com a arquiduquesa Maria Amália da Áustria;
- Filipe Maurício Maria (Philipp Moritz Maria) (1698–1719), eleito bispo de Paderborn e de Münster
- Fernando Maria Inocêncio (Ferdinand Maria Innocenz) (1699–1738), general imperial;
- Clemente Augusto (Clemens August) (1700–1761), Grão-Mestre da Ordem Teutônica, Príncipe Arcebispo de Colónia, Bispo de Ratisbona, Paderborn, Osnabrück, Hildesheim e Münster
- Guilherme (Wilhelm) (1701–1704);
- Aloísio João Adolfo (Alois Johann Adolf) (1702–1705)
- João Teodoro (Johann Theodor) (1703–1763), Cardeal, Príncipe-bispo de Ratisbona, Príncipe-bispo de Freising e Príncipe-bispo de Liége
- Maximiliano Emanuel Tomás (Maximilian Emanuel Thomas) (1704–1709).